# Mansión Selo
Selo Mansión (en esloveno: Dvorec Selo) es una mansión en la Calle Zalog (Zaloška cesta) al oeste de la intersección con la Calle Kajuh (Kajuhova ulica) en la antigua aldea de Selo en el Distrito de Moste de Liubliana, capital de Eslovenia. Es una mansión de estilo barroco Tardío, en la actualidad propiedad de la empresa GIVO Real..
Alberga las embajadas de Albania y Kosovo, una clínica privada, y una club.

## Historia

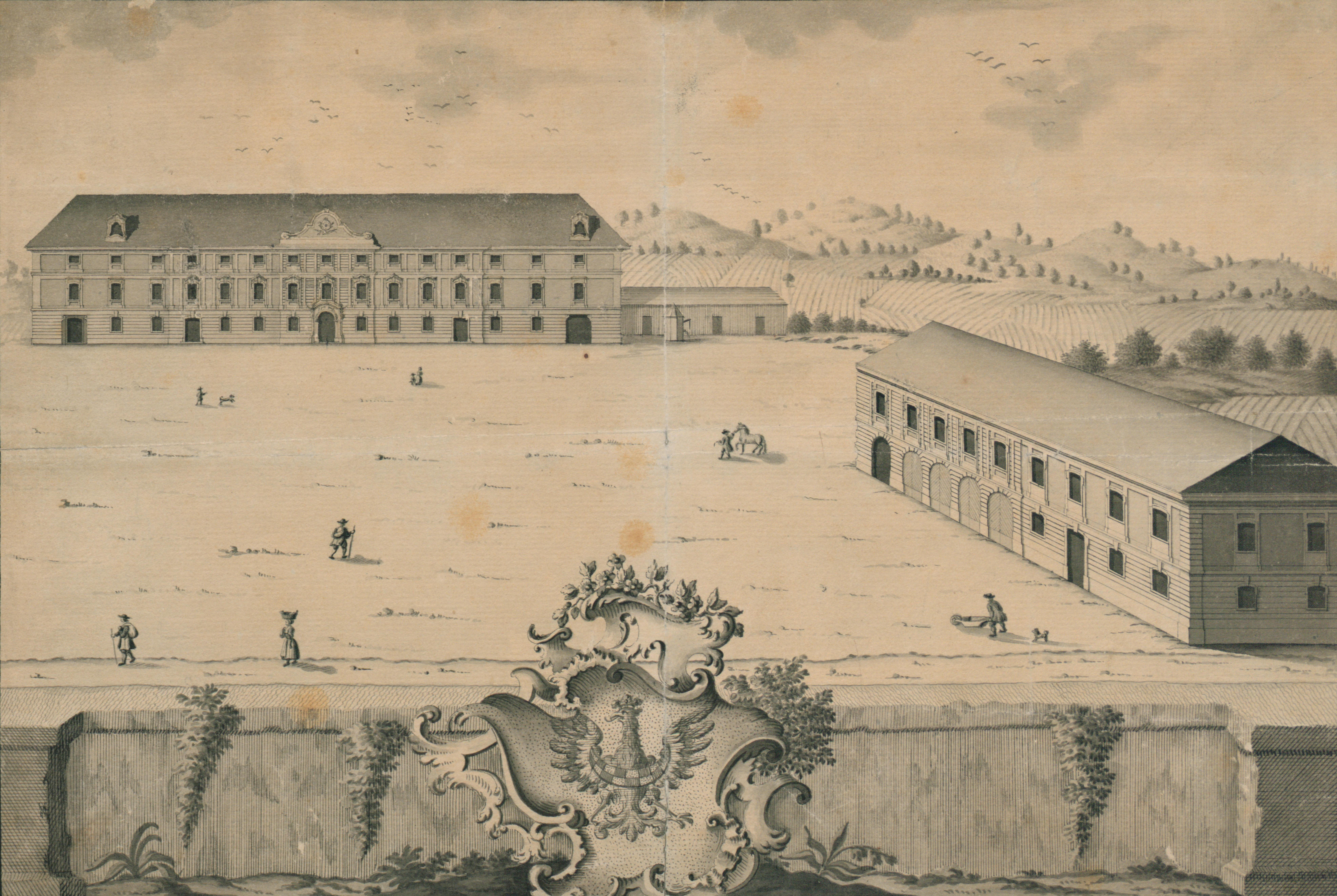
La mansión en 1762

La mansión fue construida en 1760 y sirvió inicialmente como retiro jesuita de la a. En 1762, fue comprado por los comerciantes Valentin Ruard y Josef Desselbrunner, que fundaron la fábrica más grande de paños del Imperio Austríaco . Después de que la compañía cayera en bancarrota, la fábrica fue cerrada en el año 1803. Desde 1820 hasta el final de Yugoslavia, que fue utilizado con finalidades militares. En 1994, el edificio fue declarado monumento histórico de Eslovenia.